# Ormosia nantaisana
Ormosia nantaisana là một loài ruồi trong họ Limoniidae. Chúng phân bố ở miền Cổ bắc.